# Enrique de Guzmán
Enrique de Guzmán y Ribera (Madrid, 1540 – Madrid, 1607) fu il secondo conte di Olivares e viceré di Napoli dal 1595 al 1599, per due mandati.

## Biografia
Era il figlio di Pedro de Guzmán y Zúñiga, primo conte di Olivares, e di Francisca de Ribera Niño.
Quando a Filippo II succedette sul trono di Spagna il figlio Filippo III l'amministrazione del vicereame di Napoli era affidata a Enrique de Guzmán, conte di Olivares. Il regno di Spagna era al suo massimo splendore unendo la corona d'Aragona, i domini italiani, a quella di Castiglia e del Portogallo. A Napoli il governo spagnolo fu debolmente attivo nella sistemazione urbanistica della capitale: risalgono a de Guzman la costruzione della fontana del Nettuno, di un monumento a Carlo I d'Angiò e la sistemazione della viabilità.
Il figlio, Gaspar de Guzmán y Pimentel, fu de facto primo ministro spagnolo dal 1621 al 1643.